# Hewa Bora Airways
Hewa Bora Airways fue una aerolínea con base en Barumbu, Kinshasa, República Democrática del Congo. Era una de las mayores aerolíneas del Congo y operaba vuelos regionales y domésticos. Su principal base de operaciones era el aeropuerto de Kinshasa. «Hewa bora» quiere decir «aire fresco» en suajili.[cita requerida]

## Historia
La aerolínea fue fundada y comenzó a operar en 1994 con la fusión de Zaire Airlines, Zaire Express y Congo Airlines. Tiene 1.100 empleados (a marzo de 2007).
El 1 de noviembre de 2007 HBA (51%) y la filial de Brussels Airlines, Pan African Airlines (49%), anunciaron un acuerdo de colaboración doméstica que se llamaría AirDC, para operar aviones BAe 146-200 y Boeing 737, principalmente a Lubumbashi, Mbuji-Mayi, Brazzaville y Douala.

### Lista negra
Toda la flota de Hewa Bora Airways se encuentra en la lista negra de la Unión Europea. El Lockheed TriStar 500 y el Boeing 767-200ER fueron los últimos aviones aceptados en Europa antes de las nuevas regulaciones de ruido. Hewa Bora Airways fue la última aerolínea con permiso para operar de la República Democrática del Congo a Europa.

## Acuerdos de código compartido
- Brussels Airlines (hasta mayo de 2009).

## Destinos
Hewa Bora Airways opera los siguientes vuelos (julio de 2010):
- República Democrática del Congo
  - Bunia (Aeropuerto de Bunia)
  - Gemena (Aeropuerto de Gemena)
  - Goma (Aeropuerto de Goma)
  - Kananga (Aeropuerto de Kananga)
  - Kinshasa (Aeropuerto de Kinshasa) Base de operaciones
  - Kisangani (Aeropuerto Internacional Bangoka)
  - Kolwezi (Aeropuerto de Kolwezi)
  - Lubumbashi (Aeropuerto de Lubumbashi)
  - Mbandaka (Aeropuerto de Mbandaka)
  - Mbuji-Mayi (Aeropuerto de Mbuji Mayi)
- República del Congo
  - Brazzaville (Aeropuerto Maya-Maya)
- Sudáfrica
  - Johannesburgo (Aeropuerto Internacional OR Tambo)

Hewa Bora Airlines ha firmado un acuerdo de código compartido con Brussels Airlines para vuelos de Kinshasa a Bruselas, con vuelos operados por Brussels Airlines únicamente. Aunque Hewa Bora pretende relanzar los vuelos a Bruselas con un Boeing 767-200 alquilado. El vuelo ya puede ser reservado. Hewa Bora pretende volar dos veces a la semana a Bruselas y a París (CDG).

## Flota

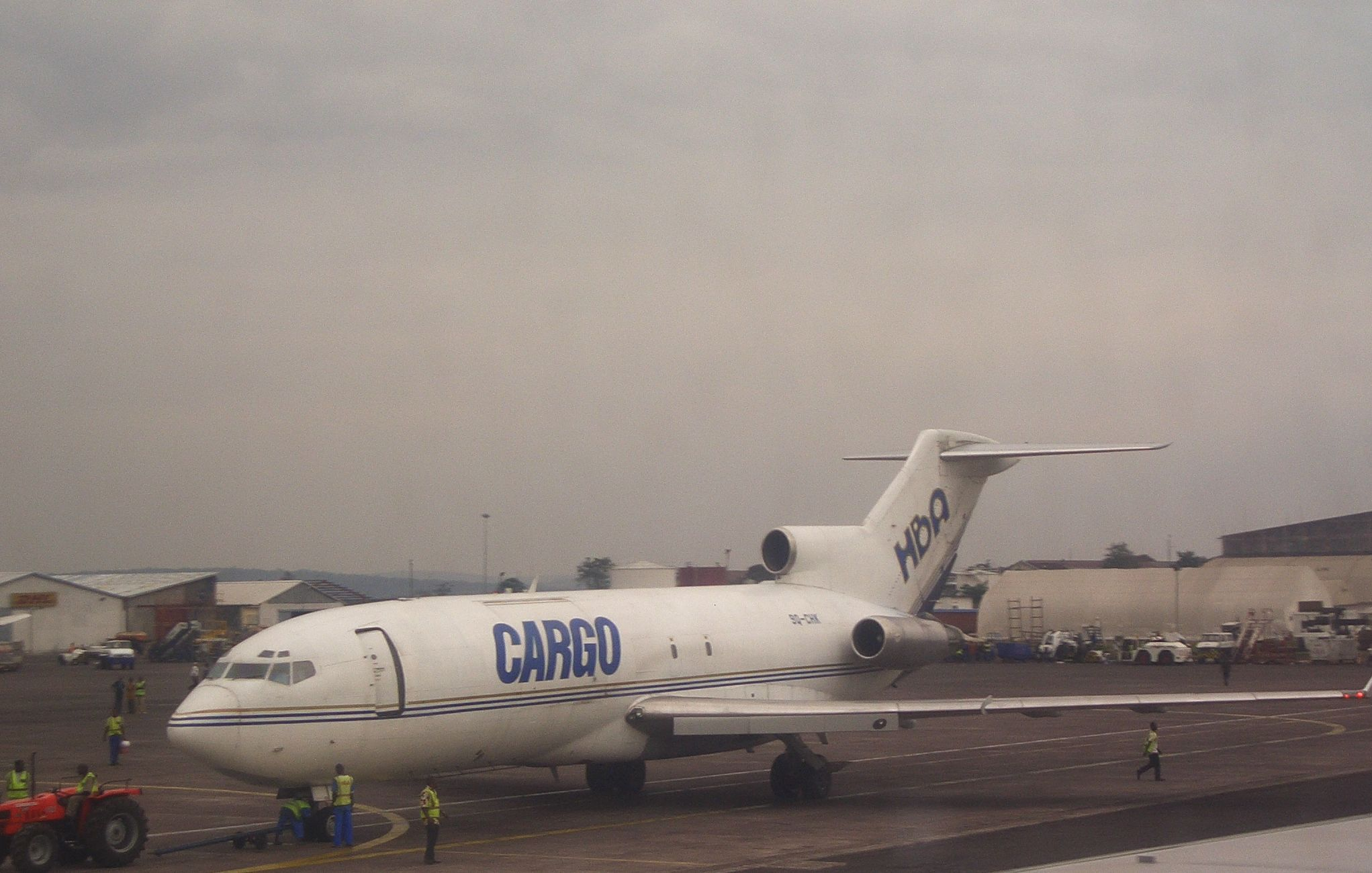
Boeing 727-100F de Hewa Bora Cargo en el Aeropuerto Internacional de Kinshasa.

La flota de Hewa Bora Airways incluye los siguientes aviones (en julio de 2011):
Hewa Bora notifica la presencia de un Boeing 767-200 aparcado en Miami. Dos Boeing 727, y cinco McDonnell Douglas MD-82.

## Incidentes y accidentes
- El 26 de abril de 2002, un Boeing 707-366C (Registro 9Q-CKB, Serie 193C-1227) de Hewa Bora Airways en un vuelo de carga desde Johannesburgo, Sudáfrica (Aeropuerto Internacional de Johannesburgo) a Kinshasa, República Democrática del Congo (Aeropuerto Internacional de N'Djili) perdió el control direccional mientras aterrizaba durante una tormenta y se salió de pista provocando daños al tren principal derecho. Ninguno de los tres tripulantes a bordo murió pero el avión quedó irrecuperable.[4][5]
- El 8 de agosto de 2002, un Lockheed L-1011 TriStar 250 (Registro 9Q-CHA, Serie 193C-1227) de Hewa Bora Airways en vuelo posicional desde Libreville, Gabón (Aeropuerto Internacional de Libreville) a Kinshasa, República Democrática del Congo (Aeropuerto Internacional de N'Djili) reventó el tren durante el aterrizaje. No hubo muertos pero el avión quedó irreparable.[6]
- El 15 de abril de 2008, un DC-9 de Hewa Bora Airways se estrelló en Goma, Kivu del Norte cuando intentaba despegar. Hubo cuarenta y dos muertos y seis heridos. Las autoridades concluyeron que la mayoría de las muertes se debían a personas en tierra; tras sólo registrarse la muerte de un pasajero a bordo.[7]
- El 21 de junio de 2010, el vuelo 601 de Hewa Bora Airways, operado por el McDonnell Douglas MD-82, 9Q-COQ, sufrió el incendio de una rueda durante el despegue del Aeropuerto Internacional de N'Djili. Los sistemas hidráulicos y los carenados del motor resultaron dañados y el tren de morro falló en su despliegue cuando el avión regresó a N'djili. Las 110 personas que viajaban a bordo resultaron ilesos. La aerolínea afirmó que el accidente se debió a las condiciones de la pista, pero los investigadores no encontraron ningún problema en esta.[8]
- El 8 de julio de 2011, un avión Boeing 727 de pasajeros se estrelló durante su aterrizaje en medio de mal clima en el aeropuerto internacional de Kisangani en República Democrática del Congo y unas 127 personas murieron, informó el jefe la aerolínea congoleña Hewa Bora a Reuters por teléfono: "El piloto intentó aterrizar pero aparentemente ellos no tocaron la pista", sostuvo.